# Telomerina ursina
Telomerina ursina är en tvåvingeart som beskrevs av Rohacek 1983. Telomerina ursina ingår i släktet Telomerina och familjen hoppflugor. Inga underarter finns listade i Catalogue of Life.